# Moyne Shire
Moyne Shire är en kommun i Australien. Den ligger i delstaten Victoria, omkring 220 kilometer väster om delstatshuvudstaden Melbourne. Antalet invånare var 16 495 vid folkräkningen 2016.
Följande samhällen finns i Moyne Shire:
- Port Fairy